# Filipinas en los Juegos Olímpicos de Tokio 2020
Filipinas estuvo representada en los Juegos Olímpicos de Tokio 2020 por un total de 19 deportistas, 10 mujeres y 9 hombres, que compiten en 11 deportes.
Los portadores de la bandera en la ceremonia de apertura fueron el boxeador Eumir Marcial y la yudoca Kiyomi Watanabe.

## Medallistas
El equipo olímpico filipino obtuvo las siguientes medallas:
| Nombre         | Deporte      | Competición        |
| -------------- | ------------ | ------------------ |
| Oro            |              |                    |
| Hidilyn Díaz   | Halterofilia | 55 kg F            |
| Plata          |              |                    |
| Carlo Paalam   | Boxeo        | Mosca (52 kg) M    |
| Nesthy Petecio | Boxeo        | Pluma (54–57 kg) F |
| Bronce         |              |                    |
| Eumir Marcial  | Boxeo        | Medio (75 kg) M    |